# Füstkvarc
A füstkvarc a szilícium-dioxid (közismert nevén kvarc) (SiO2) sötétszínű, nagykristályos szerkezetű változata.  Színének változatai: sárgásbarna, barna, füstszürke, fekete. Színét a szomszédos kőzetek radioaktív besugárzása befolyásolja.

## Ásványtani jellemzői
A barnaszínű füstkvarcok színe a szegfűbarnától a füstbarnán keresztül, egészen a feketésbarnáig terjed, az egészen feketeszínű kristályoknak morion a neve. A füstkvarc fennőtt kristályokban fordul elő; kristályai általában nagyobbak az ametiszt kristályainál, nagyságuk centiméterestől közel méteresig terjedhet, de átlagosan 5-15 centiméteresek. A kristályok rendszerint karcsú, romboéderlapok koronázta oszlopok; gyakoriak a trapezoéderlapok is. Csavart kristályok nem tartoznak a ritkaságok közé.
A kristályok átlátszóak, áttetszőek; a feketeszínűek átlátszatlanok. A színeloszlás egyenletesebb, mint az ametisztben, de sötétebb és világosabb foltok színezte kristályok sem ritkák. A sötétszínű füstkvarcok pleokroizmusa elég erős; szegfűbarna-világos vörösesbarna. Némelyik füstkvarc gyengén ibolyás árnyalatú. Homokfürdőbe ágyazott és óvatosan hevített füstkvarc színe aránylag alacsony hőmérsékleten sárga színbe megy át. A melegítéssel sárgított füstkvarcok éppen úgy, mint az ametisztek, topáz néven kerülnek forgalomba. Oroszországban a mursinkai-pegmatitban előforduló füstkvarcokat kenyérbe sütik vagy hamuba ágyazva hevítik, és így sárgítják.
A füstkvarc ásványi zárványai között a rutil-tűk a leggyakoribbak. Szabad szemmel látható, nagyobb folyadékzárványok nem gyakoriak; mikroszkopikus folyadékzárványok tömeges fellépte gyakran okoz zavarodást a kristályok belsejében.

## Előfordulása
Az átlátszó, világos-sötétebb barna füstkvarcoknak első lelőhelyei az Alpokban voltak. A feljegyzett legnagyobb lelőhelyet az svájci Uri kanton Tiefen-gleccserének egy nehezen hozzáférhető oldalában fedezték fel 1868-ban. A mállott gránitba 6 méter hosszan benyúló, 4 méter széles és 1-2 méter magas bányából 300 mázsa füstkvarcot termeltek ki, ebből 100 mázsa kifogástalanul átlátszó, szépen színezett anyag volt. Az előkerült kristályóriások legsúlyosabbika, a Nagyapó a Magyar Nemzeti Múzeum ásványtárának birtokába került. A 133,5 kg tömegű kristály magassága 69, kerülete 122 cm.
A spanyolországi Córdoba tartományban fekvő Hinojosa füstkvarca hevítve szép sárgaszínű lesz. Csak égetett kövek kerülnek innen piacra. 
Észak-Skócia Cairgorm nevű hegyének gránitjaiban húzódó pegmatit-telérekből kerülnek elő a cairgormi kő vagy skót topáz néven ismert, átlátszó borsárga, barna vagy néha egészen fekete füstkvarc-kristályok.
Az Urál-hegységben Mursinka és Schautanka vidékén fordul elő pegmatit-üregekben. 
Észak-Amerikában, Pikes Peak (Colorado) gránit-pegmatitjaiban, az arkansasi Magnet Cove és észak-karolinai Alexander mellett találhatók fontos lelőhelyek.
Brazíliában Goyaz gazdag hegyikristály előfordulásait kíséri füstkvarc, itt és Minas Geraisban találják a legszebb rutilzárványos példányokat, némelyikben a rutil-tűk hossza a 15–20 cm-t is eléri.
Ma a legtöbb füstkvarc Madagaszkár szigetéről kerül forgalomba. Rutilzárványos példányok itt sem ritkák.
Magyarországon a Zemplén-hegységben Telkibányán (Gyepű-hegy) fordul elő telérekben.  Szlovákiában Selmecbánya környékén találhatóak szép kristálypéldányai.

## Csiszolása
A füstkvarcot tábláskőnek, briliánsnak csiszolják és általában pecsétgyűrűkben használják. Égetett, sárga füstkvarc topáz név alatt nagyon elterjedt karperecek-, melltűk-, gyűrűkben; különösen szívesen foglalják iparművészeti ezüstékszerekbe. 